# Арнолд Видинг
Арнолд Видинг (ест. Arnold Viiding; Валга, 19. март 1911 — Сиднеј, 19. октобар 2006) био је естонски атлетичар, специјалиста за бацање кугле и диска. Постао је први европски првак у бацању кугле. Био је члан EASK у Тартуу. Био је висок 1,87 м, а тежак 94 kg.
Од 7. до 9. септембра 1934. године у Торину одржано је 1. Европско првенство у атлетици на отвореном. Посљедњи дан првенства 13 атлетичара такмичило се у бацању кугле, међу којима је био и европски рекордер (16,20 м), Франтишек Дуда из Чехословачке. Финале је било чврсто и узбудљиво у којем су прва тројица имали разлику од 1 цм. Дуда је био трећи са 15,18 м, Арнолд Видинг је победио са 15,19 метара испред Финца Ристе Кунтсија који је постигао исти резултат. Видинг је дан раније заузео пето место у бацању диска са 45,51 метара.
Од 1931. до 1936. Видинг је шест пута био првак Естоније у бацању кугле, а три пута у бацању диска. На Олимпијским играма у Берлину 1936. био је осми са 15,23 метара.. Исте године поставио је и национални рекорд са 16,06 метара, који је 1938. оборио Александар Крек.
Године 1932. Видинг је радио у естонској полицији, а 1940. дипломирао на Универзитету у Тартуу. Током немачке окупације био је командир полицијске школе безбедности. Године 1944. прво је побегао у Немачку, а 1949. у Аустралију. Тамо је од 1953. до 1979. године, водио фабрику за прераду пластике.